# Cheslie Kryst
Cheslie Corrinne Kryst (Jackson, 28 aprile 1991 – New York, 30 gennaio 2022) è stata una modella statunitense, nota per essere stata la vincitrice di Miss USA 2019.

## Biografia
Cheslie Corrinne Kryst è nata nel Michigan da padre polacco americano e madre afroamericana. Sua madre, April Simpkins, fu incoronata Mrs. North Carolina US quando Kryst era una bambina. Successivamente, la famiglia si trasferì dal Michigan a Charlotte, nella Carolina del Nord, ed in seguito si stabilì a Rock Hill, nella Carolina del Sud, dove Kryst frequentò la Northwestern High School.
Dopo essersi diplomata al liceo, Kryst si è trasferita a Columbia per frequentare l'Honours College presso l'Università della Carolina del Sud. Si è laureata cum laude alla Darla Moore School of Business con una laurea in marketing e gestione delle risorse umane nel 2013. Successivamente, Kryst si è iscritta alla Wake Forest University School of Law di Winston-Salem laureandosi in giurisprudenza e Master of Business Administration nel 2017.
Kryst ha iniziato la sua carriera da adolescente, vincendo Miss Freshman alla Northwestern High School di Rock Hill e successivamente Miss Fort Mill High School a Fort Mill. Nel 2016, Kryst ha gareggiato in Miss North Carolina 2017, dove si è classificata quarta. Nel 2019 ha vinto il titolo di Miss North Carolina 2019, in rappresentanza di Metrolina. In qualità di Miss North Carolina USA, Kryst ha avuto il diritto di rappresentare la Carolina del Nord al concorso Miss USA 2019, tenutosi al Grand Sierra Resort di Reno, Nevada.
A 28 anni e 4 giorni, Kryst è diventata la donna più anziana ad essere incoronata Miss USA, battendo il precedente record detenuto da Nana Meriwether, che aveva 27 anni, 6 mesi e 26 giorni dopo aver assunto il titolo. Con la sua vittoria, il 2019 è diventato il primo anno in cui tutti e quattro i principali concorsi con sede negli Stati Uniti sono stati vinti da donne di origine africana; altri detentori del titolo erano Zozibini Tunzi del Sudafrica (come Miss Universo 2019), Nia Franklin (come Miss America 2019 ) e Kaliegh Garris (come Miss Teen USA 2019 ).
Kryst ha anche rappresentato gli Stati Uniti al concorso Miss Universo 2019 l'8 dicembre 2019 e si è classificata tra le prime dieci. Il suo costume nazionale è stato ispirato da quattro icone femminili americane: Rosie the Riveter, la Statua della Libertà, Maya Angelou e Lady Justice. Il titolo di Kryst doveva terminare nella primavera del 2020, ma a causa della pandemia di COVID-19, il 5 giugno 2020 è diventata la detentrice del titolo di Miss USA più lunga in carica, superando il precedente record di 399 giorni di Nia Sanchez. Il suo titolo si è concluso con un totale di 557 giorni il 9 novembre 2020 quando è stata incoronata Asya Branch del Mississippi al concorso Miss USA 2020.

### Televisione
Nell'ottobre 2019, Kryst divenne corrispondente da New York per Extra. La sua intervista con l'attore Terrence Howard fu la prima a dare la notizia che l'attore aveva intenzione di ritirarsi dalla recitazione dopo la stagione finale stagione della serie televisiva Empire.
Nel 2020, Kryst ha ricevuto una nomination come Outstanding Entertainment News Program ai 47th Daytime Emmy Awards grazie al suo lavoro di corrispondente da New York per Extra. Fu nuovamente nominata per lo stesso premio l'anno successivo al 48° Daytime Emmy Awards.

### Morte
Kryst è morta il 30 gennaio 2022 a New York, dopo essersi lanciata da un grattacielo nel centro di Manhattan. Secondo quanto riferito, ha lasciato un biglietto con la volontà di lasciare le sue cose a sua madre senza però spiegare il motivo del suo gesto.